# Libro de Estilo
Ein Libro de estilo („Buch des Stils“) ist in den spanischsprachigen Massenmedien ein Handbuch, in dem ein Presseorgan – ob Zeitung, Nachrichtenagentur, Radio- oder Fernsehsender – Normen des eigenen, massenmedialen Sprachgebrauchs niederlegt. Der Begriff ist dem englischen stylebook („Stilbuch“) entlehnt und knüpft an US-amerikanische Traditionen an. Im Sinne der Sprachkultur dienen die libros de estilo der Verbesserung des journalistischen Sprachgebrauchs. Dazu gehören orthographische, grammatische, lexikalische und textuelle Regelungen, welche die Journalisten befolgen sollen und deren Einhaltung die Leser und Hörer überprüfen können. Das bekannteste Handbuch dieser Art ist dasjenige der spanischen Tageszeitung El País. Es gibt Bemühungen, die Vielfalt dieser Normen zu vereinheitlichen. So hat die Real Academia Española ein Panhispanisches Wörterbuch für sprachliche Zweifelsfälle (Diccionario panhispánico de dudas) publiziert.